# Ivan II. Duka
Ivan II. Angel Duka (grč. Ιωάννης Β΄ Άγγελος Δούκας, Iōannēs II Angelos Doukas) bio je grčki plemić te vladar Tesalije 1303. – 1318. (njegova smrt).
Ivan je bio sin Konstantina (Κωνσταντίνος), vladara Tesalije te je bio nazvan po svom djedu, Ivanu I. Duki (Ἰωάννης Α' Δούκας), koji je znan i kao Ivan Kopile. Ivanova je teta bila Helena Duka Anđelina, kraljica Srbije, a stric mu je bio Teodor Anđeo.
Pretpostavlja se da je Ivanova majka bila Ana Euagionissa.
Ivan je zavladao 1303. nakon očeve smrti, a bio je tek dječak te je za regenta izabran njegov bliski rođak Guy II. de la Roche od Atene. Guyeva je majka bila kći Ivanova djeda Helena Komnena.
Ana Paleolog, nećakinja cara Bizanta Mihaela VIII. Paleologa, bila je vladarica Epira kao regentica te je izvršila invaziju na Tesaliju, ali je povukla vojsku zbog Guya.
Andronik II. Paleolog, sin cara Mihaela, imao je s konkubinom kćer Irenu Paleolog, koju je Ivan Duka oženio kako bi bio u što boljim odnosima s Bizantom. Nije nam poznato jesu li imali djece.